# Campionati europei di ciclismo su strada 2022 - Gara in linea femminile Junior
La gara in linea femminile Junior dei Campionati europei di ciclismo su strada 2022, diciottesima edizione della prova, si disputò il 9 luglio 2022 su un circuito di 21,4 km da ripetere 4 volte, per un percorso totale di 83,1 km, con partenza ed arrivo da Anadia, in Portogallo. La vittoria fu appannaggio della francese Églantine Rayer, che terminò la gara in 2h33'38" alla media di 33,55 km/h, precedendo le italiane Eleonora Ciabocco e terza Federica Venturelli.
Partenza con 92 cicliste, delle quali 58 portarono a termine la competizione.

## Squadre partecipanti
| N.      | Cod. | Squadra     |
| ------- | ---- | ----------- |
| 101-106 | NLD  | Paesi Bassi |
| 107-112 | FRA  | Francia     |
| 113-118 | DEU  | Germania    |
| 119-124 | ESP  | Spagna      |
| 125-130 | ITA  | Italia      |
| 131-136 | BEL  | Belgio      |
| 137-140 | CZE  | Rep. Ceca   |
| 141-144 | AUT  | Austria     |
| 145-146 | EST  | Estonia     |
| 147-149 | SVN  | Slovenia    |
| 150-155 | POL  | Polonia     |
| 156-158 | DEN  | Danimarca   |
| 159-160 | FIN  | Finlandia   |

| N.      | Cod. | Squadra     |
| ------- | ---- | ----------- |
| 161-162 | IRL  | Irlanda     |
| 163     | ISR  | Israele     |
| 164-165 | LAT  | Lettonia    |
| 166-167 | LTU  | Lituania    |
| 168-169 | LUX  | Lussemburgo |
| 170-173 | NOR  | Norvegia    |
| 174-176 | PRT  | Portogallo  |
| 177     | ROM  | Romania     |
| 178-180 | SVK  | Slovacchia  |
| 181-185 | SWE  | Svezia      |
| 186-190 | CHE  | Svizzera    |
| 191-192 | UKR  | Ucraina     |

## Ordine d'arrivo (Top 10)
| Pos. | Corridore             | Squadra     | Tempo    |
| ---- | --------------------- | ----------- | -------- |
| 1    | Églantine Rayer       | Francia     | 2h33'38" |
| 2    | Eleonora Ciabocco     | Italia      | s.t.     |
| 3    | Federica Venturelli   | Italia      | a 2"     |
| 4    | Francesca Pellegrini  | Italia      | a 28"    |
| 5    | Nienke Vinke          | Paesi Bassi | s.t.     |
| 6    | Lise Ménage           | Francia     | s.t.     |
| 7    | Xaydée Van Sinaey     | Belgio      | a 30"    |
| 8    | Justyna Czapla        | Germania    | s.t.     |
| 9    | Daniela Schmidsberger | Austria     | s.t.     |
| 10   | Gaia Segato           | Italia      | a 33"    |